# كيفن ماكغريجلي
كيفن ماكغريجلي (بالإنجليزية: Kevin McGarrigle)‏ هو لاعب كرة قدم بريطاني في مركز قلب الدفاع، ولد في 9 أبريل 1977 في نيوكاسل أبون تاين في المملكة المتحدة. لعب مع نادي بليث سبارتانز.